# Хелена (Монтана)
Хе́лена, также Хели́на (англ. Helena [ˈhɛlɨnə]) — город в США, столица штата Монтана и административный центр округа Льюис-энд-Кларк. Население — 32 091 человек (2020 год).

## История
Хелена была основана 14 июля 1864 группой золотоискателей, обнаруживших золото в овраге неподалёку. Главная улица города называется Ущелье «Последний шанс» и проходит вдоль того самого длинного извилистого оврага через исторический район в центре города.
Поначалу лагерь старателей был назван «Последний шанс». К осени население выросло до более чем 200 человек, и название «Последний шанс» стало рассматриваться как слишком грубое. 30 октября 1864 года был избран городской совет в количестве семи человек, первоочередной задачей которых стало подобрать название городу. Было выдвинуто множество вариантов, но победило в итоге предложение шотландца Джона Самервиля Хелена.
Первый план развития города был создан в 1865 году, но выполнялся он не слишком дотошно, и большинство исторических улиц в центре города изгибаются самым причудливым образом, повторяя границы когда-то существовавших старательских участков.

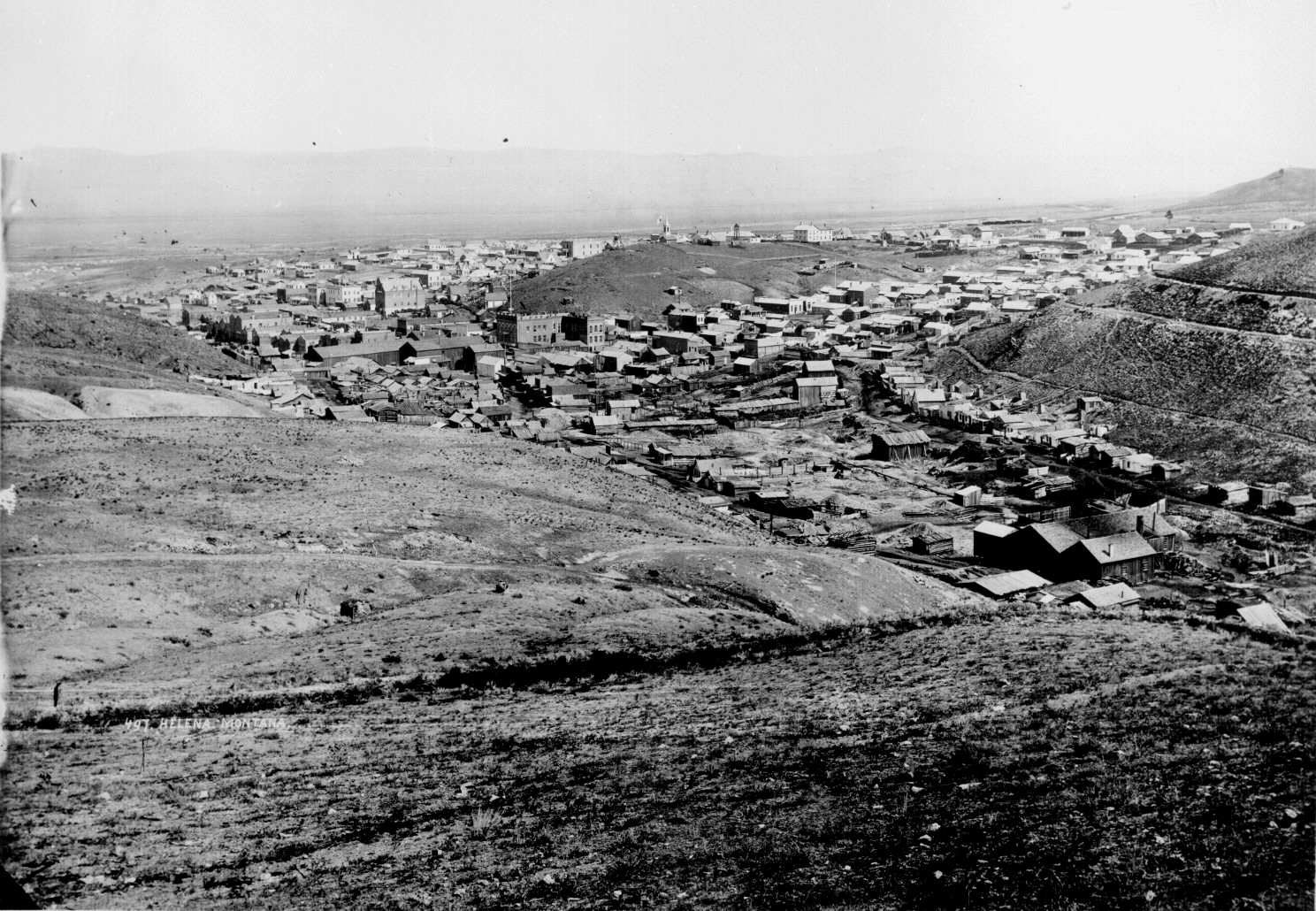
Хелена в 1870 году

К 1888 году в Хелене проживало около 50 миллионеров, больше на душу населения, чем в любом другом городе мира. К началу XX века месторождения практически истощились, хотя до сих пор при строительных работах на территории города иногда находят золото.
Хелена была столицей территории Монтана с 1875 года и штата Монтана с 1889 года. До переписи 1900 года Хелена была самым населённым городом в штате. В 1902 году было завершено строительство Капитолия.
В 1935 году город пережил землетрясение, повредившее многие исторические здания.
В 2018 году мэром города стал чернокожий беженец из Либерии - Уилмот Коллинз. Это первый в истории чернокожий мэр города в штате Монтана.

## География и климат

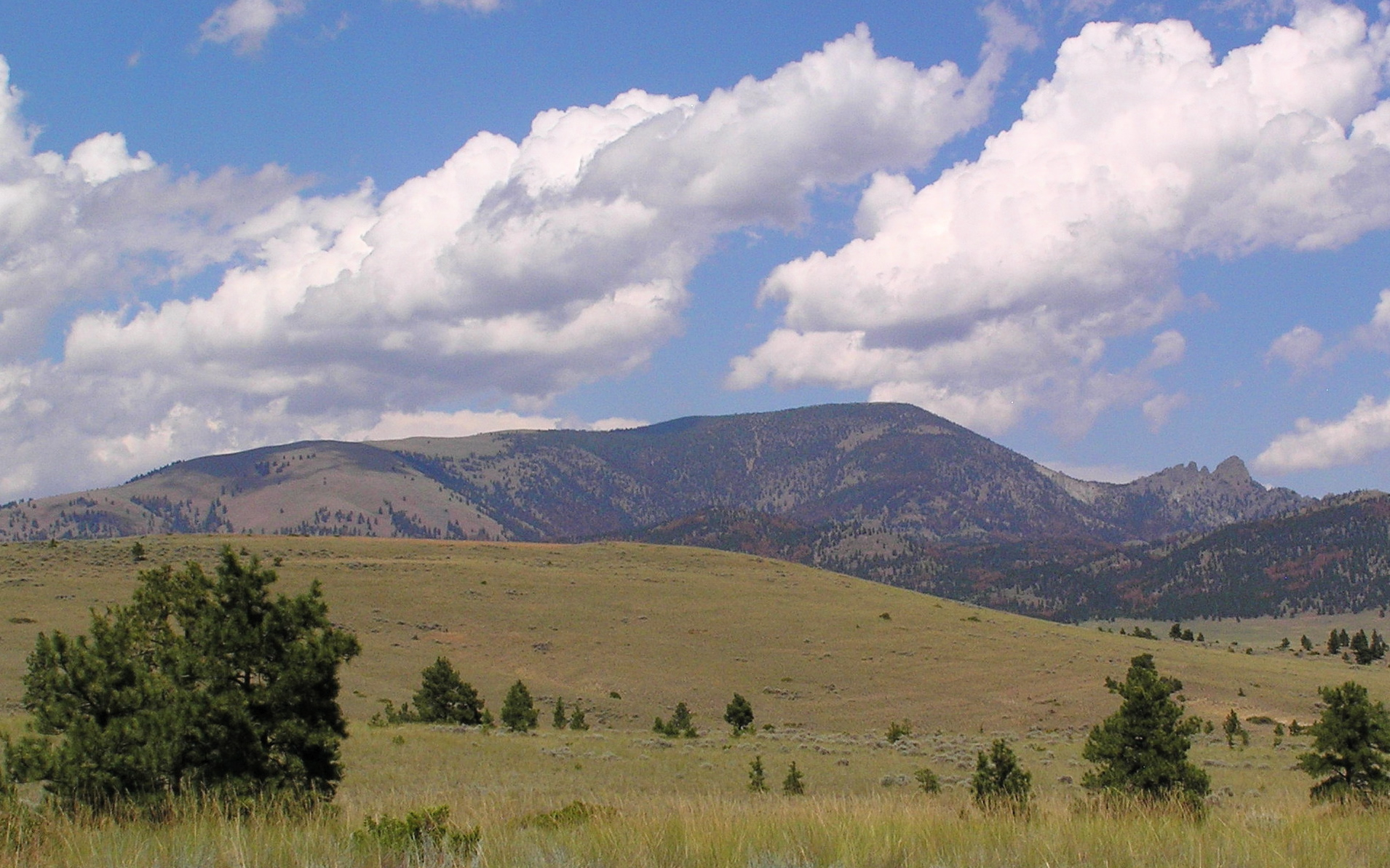
гора Спящий Великан к северу от Хелены

Хелена расположена на западе Монтаны, вблизи водохранилища Хелена (англ. Helena Lake).
Климат полупустынный, с продолжительной, холодной, умеренно снежной зимой, жарким и сухим летом. Весна и осень короткие. Среднемесячная температура колеблется от −6,6 C° в январе до +19,9 C° в июле. Годовой уровень осадков составляет в среднем 288 мм.
| \| Показатель \| Янв. \| Фев. \| Март \| Апр. \| Май \| Июнь \| Июль \| Авг. \| Сен. \| Окт. \| Нояб. \| Дек. \| Год \| \| ------------------------- \| ----- \| ---- \| ---- \| ---- \| ---- \| ---- \| ---- \| ---- \| ---- \| ---- \| ----- \| ----- \| ---- \| \| Абсолютный максимум, °C \| 17,0 \| 21,0 \| 26,0 \| 30,0 \| 35,0 \| 39,0 \| 41,0 \| 41,0 \| 37,0 \| 31,0 \| 24,0 \| 18,0 \| 41,0 \| \| Средний максимум, °C \| −0,8 \| 2,9 \| 8,2 \| 13,8 \| 18,8 \| 23,9 \| 28,6 \| 28,1 \| 21,7 \| 14,7 \| 5,3 \| −0,3 \| 13,7 \| \| Средняя температура, °C \| −6,6 \| −3,1 \| 1,7 \| 6,7 \| 11,6 \| 16,2 \| 19,9 \| 19,3 \| 13,4 \| 7,1 \| −0,6 \| −5,9 \| 6,7 \| \| Средний минимум, °C \| −12,3 \| −9,1 \| −4,7 \| 0,4 \| 4,3 \| 8,6 \| 11,3 \| 10,4 \| 5,1 \| −0,4 \| −6,5 \| −11,5 \| −0,4 \| \| Абсолютный минимум, °C \| −41 \| −41 \| −34 \| −23 \| −8 \| −1 \| 2,0 \| −2 \| −14 \| −22 \| −39 \| −40 \| −41 \| \| Норма осадков, мм \| 13 \| 10 \| 16 \| 23 \| 45 \| 46 \| 34 \| 33 \| 27 \| 17 \| 13 \| 12 \| 288 \| \| Источник: Погода и климат \| \| \| \| \| \| \| \| \| \| \| \| \| \| |       |      |      |      |      |      |      |      |      |      |       |       |      |
| Показатель | Янв.  | Фев. | Март | Апр. | Май  | Июнь | Июль | Авг. | Сен. | Окт. | Нояб. | Дек.  | Год  |
| Абсолютный максимум, °C | 17,0  | 21,0 | 26,0 | 30,0 | 35,0 | 39,0 | 41,0 | 41,0 | 37,0 | 31,0 | 24,0  | 18,0  | 41,0 |
| Средний максимум, °C | −0,8  | 2,9  | 8,2  | 13,8 | 18,8 | 23,9 | 28,6 | 28,1 | 21,7 | 14,7 | 5,3   | −0,3  | 13,7 |
| Средняя температура, °C | −6,6  | −3,1 | 1,7  | 6,7  | 11,6 | 16,2 | 19,9 | 19,3 | 13,4 | 7,1  | −0,6  | −5,9  | 6,7  |
| Средний минимум, °C | −12,3 | −9,1 | −4,7 | 0,4  | 4,3  | 8,6  | 11,3 | 10,4 | 5,1  | −0,4 | −6,5  | −11,5 | −0,4 |
| Абсолютный минимум, °C | −41   | −41  | −34  | −23  | −8   | −1   | 2,0  | −2   | −14  | −22  | −39   | −40   | −41  |
| Норма осадков, мм | 13    | 10   | 16   | 23   | 45   | 46   | 34   | 33   | 27   | 17   | 13    | 12    | 288  |
| Источник: Погода и климат |       |      |      |      |      |      |      |      |      |      |       |       |      |

## Население
По данным переписи 2010 года население Хелены составляло 28 190 человек, вместе с пригородами около 74,8 тысяч человек. В городе имелось 12 870 домохозяйств, проживала 6 691 семья.
Расовый состав населения:
- белые — 93,3 %
- индейцы — 2,3 %
- латиноамериканцы — 2,8 %

Среднедушевой доход составлял 20 020 долларов США в год (данные 2000 года). Средний возраст горожан — 40,3 года. Уровень преступности несколько выше среднего по США.

## Экономика
На протяжении существования города его экономика отличалась завидной стабильностью, в основе которой лежат два фактора — статус столицы штата и богатые месторождения серебра и свинца в окрестностях. Примерно треть экономически активного населения заняты в государственном секторе экономики, 2/3 — в частном.

## Культура

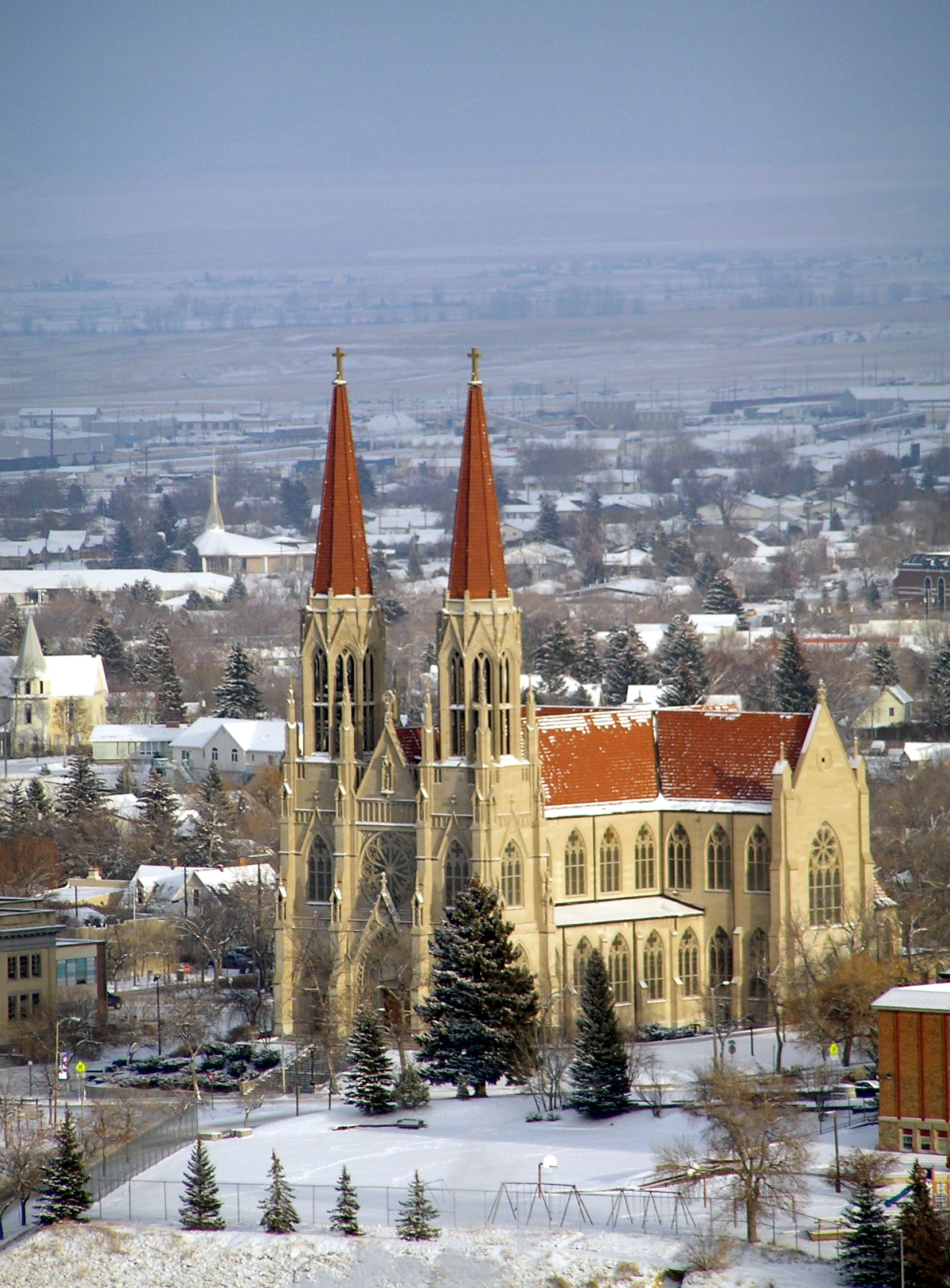
вид на собор Св. Елены с горы Хелена

В Хелене много исторических мест, таких как церковь св. Елены (собор в готическом стиле). Представлены различные религии, включая кальвинизм, католицизм, иудаизм.
В Хелене две школы для 9-12 классов (Helena High School и Capital High School), филиал Монтанского университета (Helena College of Technology), католический колледж классического образования (Carroll College). В окрестностях города туристов привлекает заброшенный шахтёрский городок Мэрисвиль.

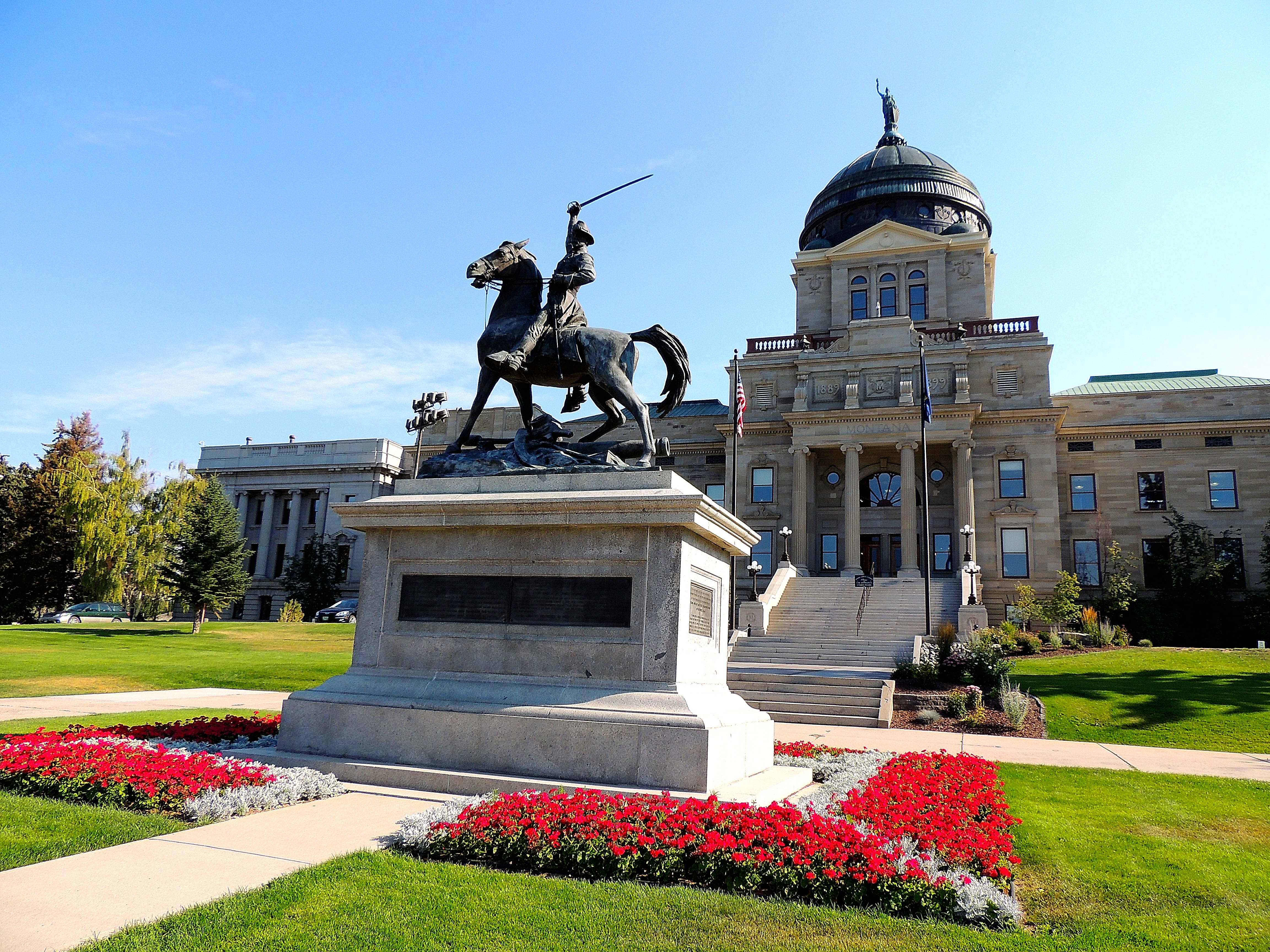
Капитолий штата Монтана